# Chùa Thiên Việt
Chùa Thiên Việt là ngôi chùa đầu tiên của người Việt ở Ba Lan. Chùa thành lập vào Tháng Chạp năm 2004 tọa lạc ở số 4 Zamoyskiego, thủ đô Warszawa với tên "Thiên Việt", có nghĩa là "khung trời Việt".
Chùa có một thời phải đóng cửa nhưng đã hoạt động trở lại kể từ Tháng Ba 2010.